# Gilbert Poissant
 (décembre 2024).
Gilbert Poissant, né en 1952, est un artiste multidisciplinaire québécois. Travaillant principalement la céramique, l'artiste explore les qualités de ce médium en le présentant sous différentes formes telles la murale, la sculpture ou l'installation. Il est entre autres reconnu pour son travail d'intégration d'œuvres d'art à l'architecture.

## Biographie
Natif de la Montérégie (Québec), Gilbert Poissant s'initie à la céramique en fréquentant les ateliers. Par la suite, il perfectionne son art dans plusieurs écoles spécialisées au Québec (Centre des arts visuels, Poterie Bonsecours, École de poterie Pierre-Legault, etc.), mais aussi en Alberta (à la Banff Centre School of Fine Arts et à l'Université de Calgary) et en France (à la Cité internationale des Arts et au Centre américain).
Gilbert Poissant est le créateur d'une quarantaine d'œuvres d'art intégrées à l'architecture. Il réalise sa première murale en 1982 et, seulement quelques années plus tard, soit en 1987, il est choisi pour exécuter une œuvre colossale pour la station de métro Outremont de Montréal. « [...] Il faut tout de même reconnaître qu’il s’agissait d’un contrat d’envergure pour un jeune artiste comme moi. C’était la première fois que je réalisais quelque chose d’aussi gros en termes de dimensions, de budget à gérer et de contraintes techniques. Pour moi, ce projet a été une grande école! »  Par la suite, les projets d'art public se sont succédé. En 1999, il remporte le concours national pour la réalisation d'une œuvre à l'École nationale d'administration publique dans la ville de Québec. Notons aussi quelques-uns de ses travaux d'intégration dont celui de l'Hôtel-Dieu de Lévis, de l'Hôpital général du Lakeshore, de la Faculté de médecine vétérinaire de l'Université de Montréal à Saint-Hyacinthe ou celui de l'École de technologie supérieure à Montréal. Parmi ses œuvres publiques, la murale est pratiquement omniprésente. Elle constitue l'aboutissement de ses recherches techniques et esthétiques autour de la céramique et d'autres matériaux, recherches qu'il transpose et approfondit dans sa production artistique personnelle. 
Effectivement, en dépassant largement les limites imposées par le médium qu'est la céramique, Gilbert Poissant inscrit son œuvre dans le courant actuel de l'art. Ainsi, depuis le début des années 80, le travail de cet artiste est présenté tant dans des expositions solos que collectives et ce, au Québec, au Canada et à l'étranger. 
La double exposition L’objet et le territoire présentée à Plein sud, Centre d’exposition en art actuel à Longueuil et EXPRESSION, Centre d’exposition de Saint-Hyacinthe (2016), rend compte de la variété des modes d’expression qu’il a développée autour de la céramique. Parmi ses autres expositions individuelles, notons Le jeu du collectionneur, présentée successivement au Centre d'exposition Circa (2008), à la maison de la culture de Côte-des-Neiges (2009) et au Centre MATERIA (2010) ou l'exposition Arrêts sur espace présentée en deux volets à Plein sud et au Musée des beaux-arts de Mont-Saint-Hilaire en 2001. En plus de participer à de nombreux événements et résidences de création à l'international (Danemark, France, Venezuela, Italie, etc.), Gilbert Poissant fut invité à réaliser une œuvre permanente au FuLe International Ceramic Art Museums en Chine, en 2007. Cette même année, l'artiste participe à une exposition collective, Mobile Structures, présentée à la Mackenzie Art Gallery à Régina (Saskatchewan) et au Surrey Art Gallery (Colombie-Britannique). Plusieurs de ses œuvres font aussi partie de collections publiques et privées, dont celles du Musée d'art contemporain de Montréal, du Musée des beaux-arts de Montréal, du Musée national des beaux-arts du Québec et de la Galerie canadienne de la céramique et du verre à Waterloo (Ontario). En 2003, il est nommé membre de l'Académie royale des arts du Canada et, en 2013, le Conseil des arts et des lettres du Québec lui accorde la première bourse de carrière en métiers d’art ainsi que le Prix à la création artistique pour la région de la Montérégie.

## Œuvre

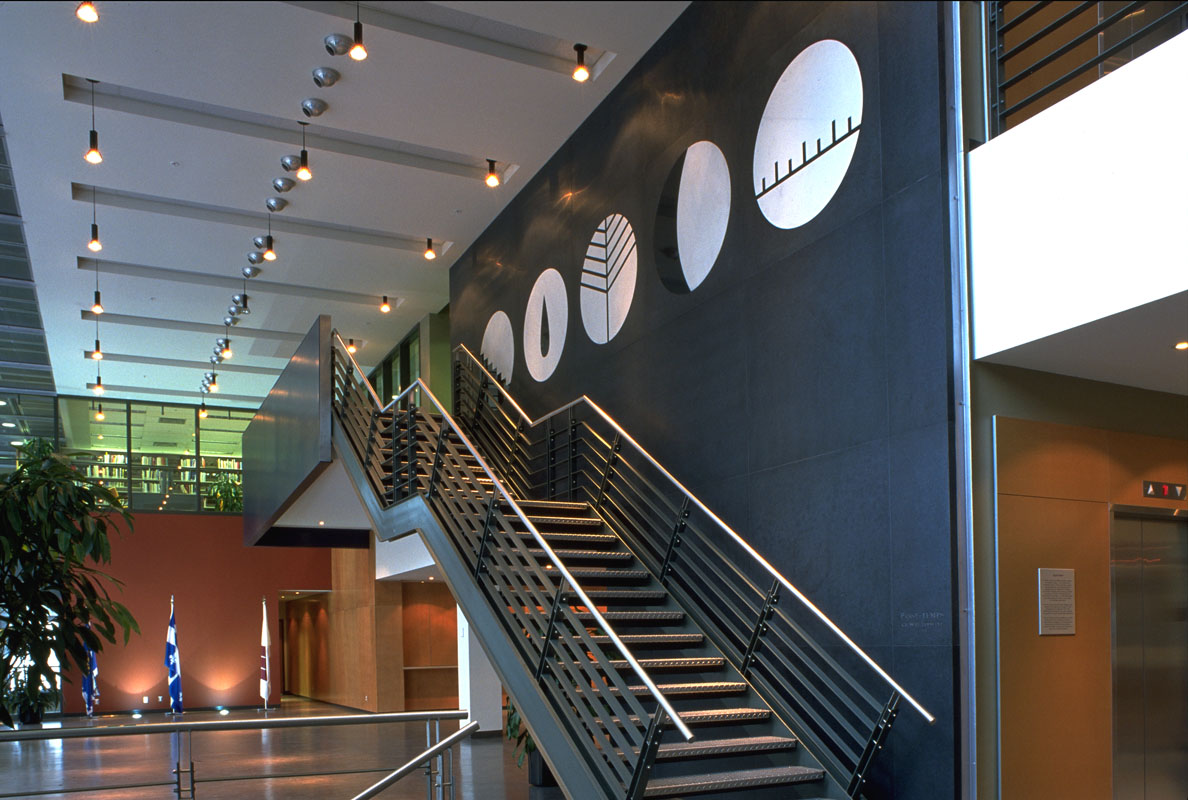
Gilbert Poissant, Passe-temps, 1999, Marbre et granite poli et dépoli, 6 300 x 9 500 cm, École nationale d'administration publique, Québec, (Québec)

Céramiste de formation, Gilbert Poissant ne cesse d'exploiter les différentes possibilités offertes par son médium de prédilection. En explorant les procédés de certains types de céramique, que ce soit la faïence, la porcelaine ou autre, l'artiste développe des techniques de valorisation de textures, de glaçures et de formats qui viennent définir l'ensemble de son œuvre. Cet intérêt marqué pour les propriétés physiques de la matière amène l'artiste à utiliser d'autres matériaux tels que la pierre, le verre, le bois et l'objet trouvé. Il en vient à utiliser les procédés numériques ce qui appuie la contemporanéité de sa démarche artistique et outrepasse le caractère traditionnel associé au travail de la céramique.
Dès le début de sa carrière, Gilbert Poissant propose un corpus d'œuvres qui joue sur cette idée d'historicité de la matière. Effectivement, de 1980 à 1995, le céramiste travaille sur le projet Les Archéologies imaginaires qui met en valeur l'idée de traces, de ruines et même de hiéroglyphes. « En céramique, affirme Poissant, on ne peut pas travailler l'éphémère. » Effectivement, on ne peut passer à côté du caractère durable de cette matière. Un objet en terre cuite résiste au temps et peut agir en tant que témoin d'une époque durant des centaines d'années. Le passage du temps devient ainsi un thème récurrent dans l'œuvre de Poissant. Par exemple, avec la série d'œuvres 5 fois 2 Temps, réalisée entre 1997 et 2008, l'artiste joue avec différentes figures symbolisant la temporalité telles que le cadran solaire, le cycle lunaire, la goutte d'eau ou l'arbre. Au thème du temps vient se greffer inévitablement la notion de mémoire. C'est donc dans cette perspective que Poissant conçoit son projet Le jeu du collectionneur de 2008 à 2014. Effectivement, lorsque des objets sont réunis au sein d'une collection, ils deviennent dès lors empreints d'une valeur historique. Ainsi, Gilbert Poissant se présente lui-même en tant qu'artiste-collectionneur en créant ce corpus d'œuvres dont le point de départ se compose de près de 600 objets de bois trouvés et rassemblés durant plusieurs décennies. Le jeu du collectionneur comprend plusieurs chapitres : La collection, Le jeu, Shadows et Objets spécifiques. Alors que les objets sont présentés en une immense installation murale (La collection), leur forme est découpée dans le bois précieux et l'acrylique est disposée sous forme d'une vaste maquette évoquant une ville utopique (Le jeu). Deux thématiques présentes dans l'œuvre de Gilbert Poissant surgissent de par ce type de présentation. Nous parlons ici de l'écriture et de l'architecture. Effectivement, Gilbert Poissant dispose ces objets dans l'espace de manière à constituer un langage graphique particulier. L'architecture devient aussi une source d'inspiration « qui contribue à structurer sa poétique de l'espace ».

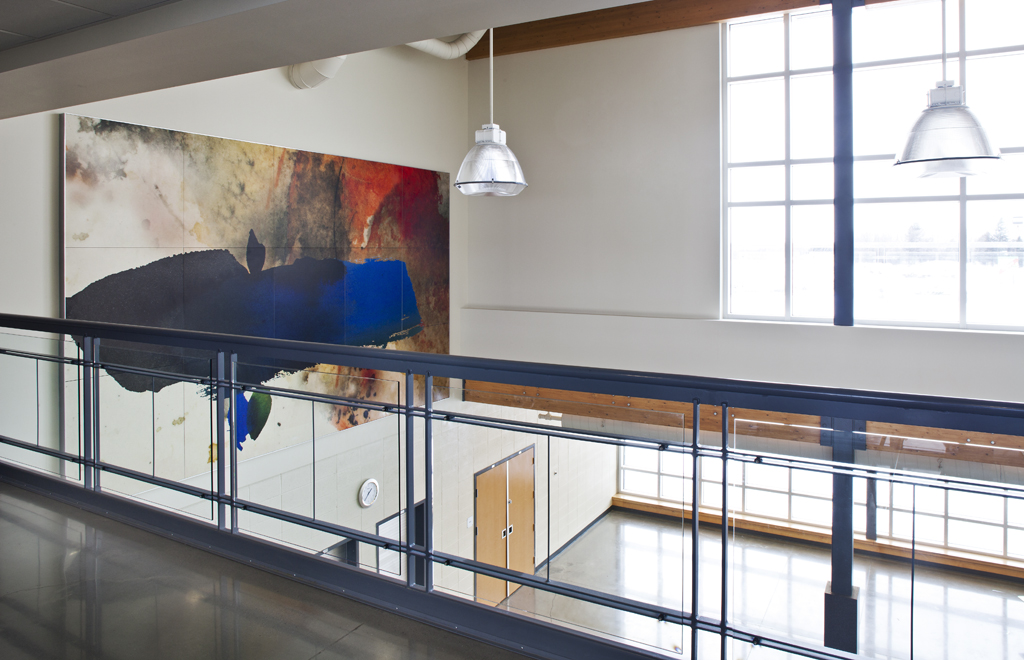
Gilbert Poissant, Icare, 2011, Impression numérique sur porcelaine, 300 x 500 x 10 cm, École Eurêka, Granby (Québec)

Les thématiques soulevées précédemment ne sont pas éloignées du travail d'intégration d'œuvre d'art à l'architecture effectué par Poissant au cours de ces nombreuses années. Effectivement, la notion du passage du temps devient elle aussi pertinente pour les œuvres d'art public en ce sens où le caractère permanent de ce type de projet s'impose d'emblée. De plus, l'artiste doit prendre en considération l'aspect architectural du bâtiment afin que l'intégration de l'œuvre s'effectue harmonieusement. Gilbert Poissant, pour sa part, ne fait pas exception dans cette quête d'investissement d'un lieu. « [...] lorsque je réalise une œuvre d'art public, j'essaie le plus possible de m'inspirer du lieu desservi et des matériaux utilisés sur place. » C'est dans cette perspective qu'il choisît le même bloc de terre cuite utilisé dans l'ensemble de la station de métro Outremont pour réaliser sa propre murale. La notion d'écriture est elle aussi présente dans l'œuvre publique de Poissant. Pensons par exemple à Cirrocumulus qui orne la façade de l'Hôpital Hôtel-Dieu de Lévis, Idéogrammes installée à l'École de technologie supérieure de l'Université du Québec, Sillons au Centre de détention de Gatineau et Touchez, Touché! de la Faculté de médecine vétérinaire. En tissant des liens avec d'autres pratiques artistiques telles que la littérature, l'architecture et les nouvelles technologies, Gilbert Poissant s'inscrit dans cette lignée de céramistes québécois comme Maurice Savoie ou le duo Mousseau-Vermette, qui ont adopté une attitude d'expérimentation dans le travail de ce « matériau millénaire » qu'est la céramique.

## Art public
- 2016 - Patatras, École Saint-Anne, Mirabel, Québec
- 2016 - 5 x 2 temps, polyptyque mural pour le Centre de formation professionnelle des Moissons, Saint-Chrysostome, Québec
- 2014 - Objets volants (l'insoutenable légèreté des choses), polyptyque mural pour la Bibliothèque Sainte-Rosalie, Saint-Hyacinthe, Québec
- 2013 - Cirrocumulus, Murale extérieure pour l'Hôtel-Dieu de Lévis (Centre hospitalier autonome universitaire), Lévis, Québec
- 2011 - Icare, Murale pour l'école Eurêka, Granby, Québec

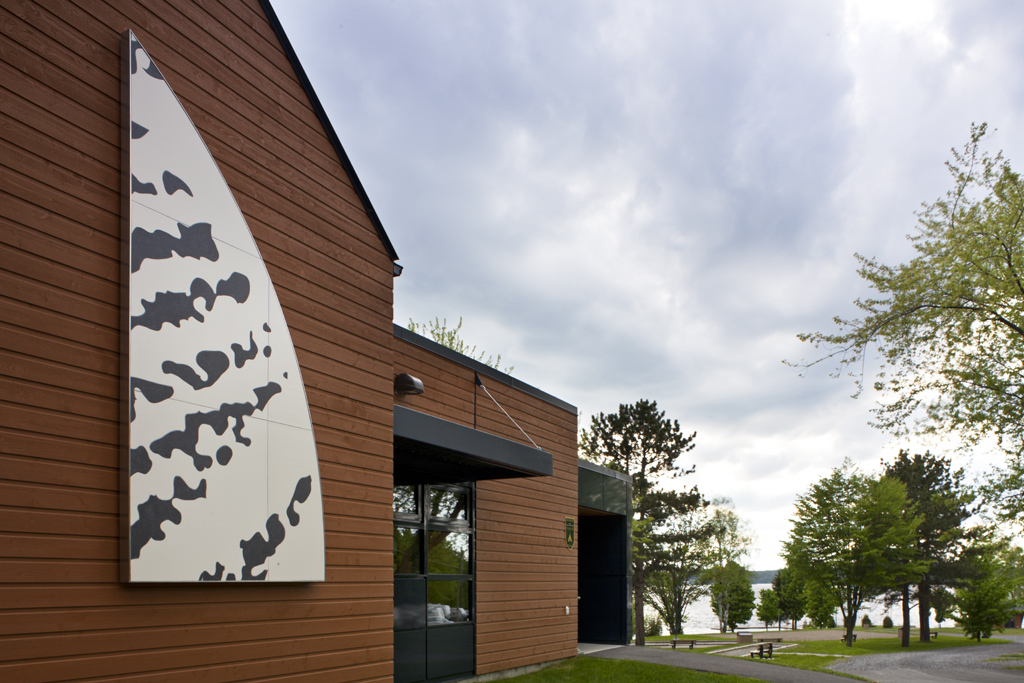
Gilbert Poissant, Traversée, 2011, Porcelaines découpées et serties, acier inoxydable, 290 x 150 x 8 cm, Pavillon d’accueil du Grand Lac Saint-François, Lambton (Québec)

- 2011 - Traversée, Murale pour le pavillon d'accueil du Grand Lac Saint-François, Lambton, Québec

- 2010 - Pommeraie, Boîtier lumineux pour le CLSC de Windsor, Windsor, Québec
- 2010 - Passage à niveau, Gare Hays-Association Canadienne d'Histoire Ferroviaire, Saint-Constant, Québec

- 2009 - Correlieu, Verrière pour le CLSC des Patriotes, Beloeil, Québec
- 2009 - L'Envers de mes lunes, Sculpture lumineuse pour la Bibliothèque de Saint-Jean-sur-Richelieu-Saint-Luc, Saint-Jean-sur-Richelieu, Québec

- 2007 - Idéogrammes, Murale pour l'École de technologie supérieure (ÉTS), Montréal, Québec
- 2007 - Code binaire, Murale pour l'École secondaire Westwood Jr, Saint-Lazare, Québec
- 2007 - Sillons, Murale pour le Centre de détention de Gatineau, Gatineau, Québec

- 2006 - Touchez Touché!, Murale pour l'Université de Montréal, Faculté de médecine vétérinaire, Saint-Hyacinthe, Québec[13]
- 2004 - Virage à droite au feu rouge, Murales pour le Poste de la Sûreté du Québec, Napierville, Québec
- 2004 - Spirales, Murale pour le Centre de formation professionnelle Morilac, Windsor, Québec

- 2002 - Passe-lunes, Murale pour l'Hôpital général du Lakeshore, Pointe-Claire, Québec
- 2002 - Variations, Murale pour l'École primaire Institut Gault, Valleyfield, Québec
- 2002 - Murale pour le Centre régional de services aux bibliothèques publiques de la Montérégie, La Prairie, Québec

- 2000 - Murales pour le Centre hospitalier régional du Suroit, Valleyfield, Québec
- 1999 - Passe-temps, Murale pour l'École nationale d'administration publique, Québec, Québec
- 1999 - Vox non echo, Murale pour la bibliothèque du collège de Valleyfield, Valleyfield, Québec

- 1998 - Tableau noir, Murales pour l'école de l'Odyssée, Sainte-Catherine, Québec
- 1998 - 2 variations, Murale pour l'école de la Mosaïque, Saint-Basile-le-Grand, Québec
- 1998 - Allô les voyelles, Murales pour l'école préscolaire de Saint-Amable, Saint-Amable, Québec

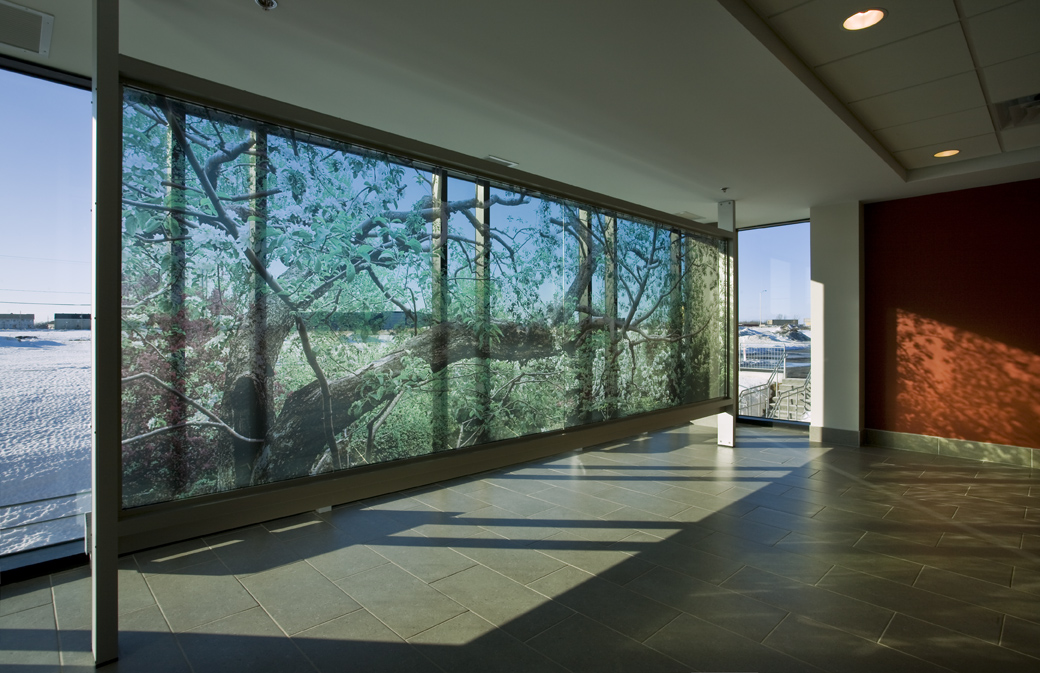
Gilbert Poissant, Correlieu, 2009, Photographie numérique, verre, aluminium, 240 x 4 800 x 10 cm, CLSC des Patriotes, Beloeil (Québec)

- 1997 - Murales pour le Centre hospitalier La Jemmerais, Varennes, Québec
- 1997 - Le passe goutte, Sculpture extérieure pour l'école primaire de Saint-Zotique, Saint-Zotique, Québec

- 1996 - Le banc d'école, Sculpture murale pour l'école Notre-Dame-du-Sourire, Sainte-Brigide-d'Iberville, Québec
- 1995 - Murales et verrière pour le Centre hospitalier Gatineau-Memorial, Wakefield, Québec
- 1995 - Plancher pour le Centre d'accueil Rouville, Marieville, Québec
- 1995 - Le ciel et la terre, Murales et colonnes pour le Centre hospitalier de Montarville, St-Bruno-de-Montarville, Québec

- 1994 - La mesure du temps, Murales pour le cégep de Saint-Hyacinthe, Saint-Hyacinthe, Québec
- 1993 - Murales pour l'école primaire de Varennes, Varennes, Québec
- 1992 - Murales pour l'école Notre-Dame-du-Rosaire, Ormstown, Québec
- 1992 - Murales pour l'Hôpital communautaire du Pontiac, Shawville, Québec

- 1991 - Murale pour l'Hôtel Inter-Continental, Montréal, Québec
- 1990 - Murales pour le Centre hospitalier du Lac Mégantic, Lac Mégantic, Québec
- 1989 - Plancher pour la Maison du tourisme de Rigaud, Rigaud, Québec
- 1987 - Murale pour la station de métro Outremont, Montréal, Québec
- 1986 - Sculptures pour le Symposium de sculpture de La Prairie « La Prairie en fête », La Prairie, Québec
- 1983 - Murales pour le CLSC Jardins du Québec, Saint-Rémi-de-Napierville, Québec

## Sources
- Pascale Beaudet, Gilbert Poissant, Le jeu du collectionneur, Materia, Centre de diffusion en métiers d'art, 2010, 61 p.
- Pascale Beaudet, Gilbert Poissant : l'artiste comme collectionneur, vol. 85, Espace Sculpture, 2008, p. 27 à 29
- Pascale Beaudet, Gilbert Poissant, arrêts sur espace, Musée d'art de Mont-Saint-Hilaire, Plein sud, Centre d'exposition et d'animation en art actuel à Longueuil, 2001, 47 p. + 1 livret de 29
- Serge Fisette, Gilbert Poissant : fusionner l'épars, vol. 23, Espace Sculpture, 1993, p. 30 à 32
- Marie-Michèle Cron, Gilbert Poissant : céramique contemporaine et archéologue du sensible, vol. 7, Espace Sculpture, 1991, p. 48 à 50